# Dimityr Geszow
Dimityr Iwanow Geszow (bułg. Димитър Иванов Гешов, ur. 14 września 1860 w Swisztowie, zm. 8 stycznia 1922 w Sofii) – bułgarski wojskowy, generał piechoty, dowódca armii w czasie I wojny światowej.

## Życiorys
Uczył się w Płowdiwie i Swisztowie.
Po wybuchu wojny rosyjsko-tureckiej w 1878 wstąpił na ochotnika do armii rosyjskiej i służył w 55 podolskim pułku piechoty. Po zakończeniu wojny został uczniem szkoły piechoty w Odessie, którą ukończył w 1880 roku.
Po powrocie do kraju został oficerem w 11 batalionie piechoty tworzącej się armii bułgarskiej. W trakcie wojny serbsko-bułgarskiej, był dowódcą kompanii w 3 pułku piechoty. Potem służył w jednostkach liniowych.
W 1890 roku został oficerem w Inspekcji Generalnej w Ministerstwie Wojny, po czym wrócił do służby liniowej, będąc kolejno dowódcą 3 pułku zapasowego, 4 pułku piechoty, 1 Brygady i 2 Brygady w 2 Dywizji Piechoty.
W trakcie I wojny bałkańskiej początkowo był dowódcą 2 Brygady 2 Dywizji Piechoty, a w dniu 24 grudnia 1912 został dowódcą 2 Dywizji Piechoty, która wyróżniła w walkach na terenie Macedonii. Dywizją tą dowodził także w czasie 2 wojny bałkańskiej.
Po zakończeniu wojny pozostał na stanowisku dowódcy 2 Dywizji Piechoty, którą dowodził do wybuchu I wojny światowej. Po przystąpieniu Bułgarii do wojny początkowo nadal dowodził dywizją, a dniu 11 września 1916 roku został dowódca 1 Armii, która brała udział w walkach na froncie salonickim. Armią tą dowodził do grudnia 1917 roku i został zwolniony z powodu choroby.
W 1918 roku został dowódcą Morawskiego Okręgu Wojskowego, a w 1919 roku uczestniczył w podpisaniu traktatu pokojowego w Neuilly-sur-Seine, następnie przebywał na leczeniu w Niemczech.
Po powrocie do kraju został wyznaczony inspektorem wojsk granicznych, ale już pod koniec 1919 roku został przeniesiony do rezerwy z powodu choroby.
Zmarł w Sofii.

## Awanse
- podporucznik (Подпоручик) (10.08.1880)
- porucznik  (Поручик) (30.08.1883)
- kapitan  (Капитан) (24.03.1886)
- major  (Майор) (08.02.1889)
- podpułkownik  (Подполковник) (08.02.1893)
- pułkownik  (Полковник) (20.05.1902)
- generał major  (Генерал-майор) (22.06.1913)
- generał porucznik (Генерал-лейтенант) (20.05.1917)
- generał piechoty (Генерал от пехотата) (01.07.1919)

## Odznaczenia
- Order za Waleczność kl. III
- Order Św. Aleksandra kl. II z mieczami
- Order Św. Aleksandra kl. IV
- Order Św. Aleksandra kl. V
- Order Zasługi Wojskowej kl. I z wojskową dekoracja
- Order Zasługi Wojskowej kl. II
- Order Zasługi Wojskowej kl. III
- Order Zasługi Wojskowej kl. IV
- Order Zasługi Cywilnej z dekoracją wojskową
- Krzyż Żelazny I st. (Niemcy)
- Krzyż Żelazny II st. (Niemcy)